# Grabniak (Lublin)
Pour les articles homonymes, voir Grabniak.
Grabniak (prononciation [ˈɡrabɲak]) est un village de la gmina d'Urszulin, du powiat de Włodawa, dans la voïvodie de Lublin, situé dans l'est de la Pologne.
Il se situe à environ 6 kilomètres à l'ouest d'Urszulin (siège de la gmina), 37 kilomètres au sud-ouest de Włodawa (siège du powiat) et 40 kilomètres à l'est de Lublin (capitale de la voïvodie).

## Administration
De 1975 à 1998, le village est attaché administrativement à l'ancienne voïvodie de Chełm.

Depuis 1999, il fait partie de la nouvelle voïvodie de Lublin.